# Équipe de France féminine de basket-ball en fauteuil roulant
Pour les articles homonymes, voir Équipe de France.
Maillots
Actualités
L’équipe de France de handibasket féminine est la sélection qui représente la France dans les compétitions majeures de basket-ball en fauteuil roulant. Elle rassemble les meilleures joueuses françaises sous l’égide de la Fédération française handisport.
L'équipe féminine est qualifiée ainsi pour les Championnats du monde de basket-ball en fauteuil roulant et pour les jeux paralympiques.
Lors des Jeux paralympiques de Londres de 2012, les basketteuses françaises concluent le tournoi préliminaire avec une fiche de 4 défaites en 4 matches. L'équipe de France féminine termine au dernier rang du groupe B et est éliminée.
De par la réduction du tableau de 12 à 8 équipes pour les Jeux paralympiques d'été de 2024, l'équipe de France n'est pas qualifiée automatiquement et devra disputer le tournoi pré-olympique d'avril 2024 au Japon pour disputer le tournoi olympique.

## Parcours

### Aux Jeux paralympiques
référence
- 1968 : ?
- 1972 : ?
- 1976 : ?
- 1980 : ?
- 1984 : ?
- 1988 : ?
- 1992 : 7e
- 1996 : non qualifiée
- 2000 : non qualifiée
- 2004 : non qualifiée
- 2008 : non qualifiée
- 2012 : 10e (éliminée au premier tour)
- 2016 : 8e (1/4 de finaliste)
- 2020 : non qualifiée
- 2024 : non qualifiée

### Aux Championnats du Monde IWBF
Références,
- 1990 : 5e
- 1994 : 8e
- 1998 : non qualifiée
- 2002 : non qualifiée
- 2006 : 8e
- 2010 : non qualifiée
- 2014 : 8e
- 2018 : 8e
- 2022 : non qualifiée

### Aux Championnats d'Europe
- 1991 :  3e place, à  El Ferrol
- 1993 :  3e place, à  Berlin
- 2003 : 4e place à  Hambourg
- 2005 :  3e place, à  Villeneuve-d'Ascq
- 2007 : 5e place à  Wetzlar
- 2009 : 4e place à  Stoke Mandeville
- 2011 : 4e place à  Nazareth
- 2013 : 4e place, à  Francfort-sur-le-Main
- 2015 : 4e place, à  Worcester
- 2017 : 4e place, à  Adeje
- 2019 : 5e place, à  Rotterdam
- 2021 : 5e place, à  Madrid
- 2023 : 5e place, à  Rotterdam

## Composition de l'équipe de France féminine
La sélection française pour le championnat du monde 2018 comprend : Sandrella Awad (Guillianova), Agnieszka Glemp-Etavard (Lannion), Anne-Sophie Rubler (HSB Marseill), Lucie Nolet (JDA Dijon), Marie Carliez (Gennevilliers), Oumy Fall (Lyon BF), Annabelle Picut Alixe (Élan Chalon), Grace Wembolua (Le Cannet), Marianne Buso (JDA Dijon), Solenn Thieurmel (JDA Dijon), Angélique Pichon (Lannion) et Fabienne Saint-Omer-Delepine (Lille). L'équipe est encadrée par le manager Sébastien Mesnil, le mécanicien Yannick Caroff, la kinésithérapeute Clara Muller et le directeur sportif Stéphane Binot.

### Composition de l'équipe en 2012
La sélection française pour les jeux paralympiques de Londres a été dévoilée le 4 juillet 2012.
| Num. | Nom                          | Handicap | Club             |
| ---- | ---------------------------- | -------- | ---------------- |
| 4    | Maïté Mathias                | 1.0      | Aulnoye-Aymeries |
| 5    | Agnieszka Glemp-Etavard      | 1.0      | Lannion          |
| 6    | Chrystel Alquier             | 1.0      | Rodez            |
| 7    | Florence Guedoun-Doumesche   | 1.0      | Le Cannet        |
| 8    | Sylvie Dorget                | 2.0      | Le Puy en Velay  |
| 9    | Dorothée Mériau              | 2.0      | Angers           |
| 10   | Valérie Milea Ita            | 2.5      | Thonon           |
| 11   | Émilie Ménard                | 2.5      | Muret            |
| 12   | Angélique Pichon             | 4.5      | Lannion          |
| 13   | Fabienne Saint-Omer-Delepine | 4.5      | Lille            |
| 14   | Kathy Laurent                | 4.5      | Feurs            |
| 15   | Blandine Belz                | 4.5      | Saint-Ouen       |

- Entraîneur : Pascal Montet
- Assistante & Mécano : Anne Filice
- Team Manager : Hélène Burel
- Physio : Florence Havage
- Coach mental: Carolina Vincenzoni

## Anciennes joueuses
- Audrey Bellia-Sauvage (2005-2007)[réf. souhaitée]
- Anabelle Alixe-Picut
- Angélique Pichon
- Anne Souilijaert